# Berta Golová
Kapitán v. v. MUDr. Berta Golová (rozená Krausová, provdaná Goldsteinová, 10. srpna 1914, Ostrava – po roce 1975) byla česká lékařka židovského původu, příslušnice ženských pomocných jednotek ATS britské 8. armády během druhé světové války, členka československého odboje, řidička nákladních vojenských vozidel, posléze pak lékařka RAMC na severoafrické frontě a překladatelka z angličtiny. Jako jedna ze čtyř Čechoslovenek dosáhla v rámci nasazení ve druhé světové válce důstojnické hodnosti.

## Život
Narodila se v Ostravě do židovské rodiny, roku 1938 vystudovala Lékařskou fakultu Univerzity Karlovy a získala titul MUDr. Po vzniku Protektorátu Čechy a Morava roku 1939 se z důvodu rostoucí perzekuce protektorátními úřady pod vlivem tzv. Norimberských zákonů kvůli židovskému původu přestěhovala do Britské Palestiny.

### Vojenské nasazení
V Jeruzalémě vstoupila roku 1943 do ženských pomocných sborů ATS, vyčleněných z WAAF (zde po dobu války sloužilo přibližně dvacet československých občanek) pod velením 8. britské armády. Absolvovala výcvik pro řízení nákladních automobilů, následně byla s dalšími třemi Čechoslovenkami nasazena na africké frontě v Tel-el-Kebiru v Egyptě, kde Britové bojovali proti jednotkám německého Afrikakorpsu a italských expedičních sborů. Jednotka plnila především transportní konvojové jízdy s materiálem, mj. mezi přístavem Port Saíd u Rudého moře a Alexandrie u Středozemního moře s oblastmi bojů.
Následně se přihlásila na důstojnický kurz v palestinské Sarafandě. Ten během války absolvovaly ještě tři Čechoslovenky: jako první Edita Zochovická, poté též Zuzana Meklerová a Helena Kramerová. Berta dosáhla hodnosti nadporučíka a roku 1944 se nechala na vlastní žádost převelet ke Královské lékařské armádní službě - Royal Army Medical Corps (RAMC). Její kolegyní zde byla druhá československá vojenská lékařka Marie Bergmanová. Do konce války dosáhla Berta hodnosti kapitána.
V březnu roku 1946 byla demobilizována, poté se patrně přes československou diplomatickou misi v Jeruzalémě se pak vrátila do Československa. Jsou doloženy její překlady odborné válečné literatury o historii vojenství.